# Notacanthomysis hodgarti
Notacanthomysis hodgarti is een aasgarnalensoort uit de familie van de Mysidae. De wetenschappelijke naam van de soort is voor het eerst geldig gepubliceerd in 1922 door W.M. Tattersall.